# Juan Carreño de Miranda

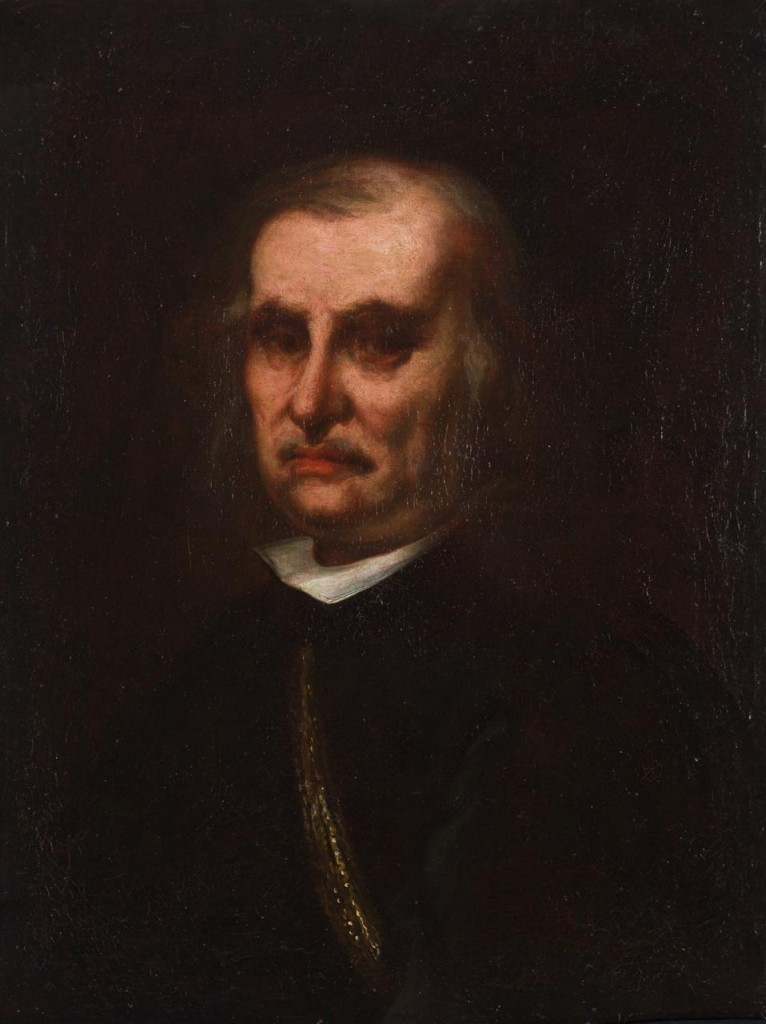
Juan Carreño de Miranda: Selbstporträt, ca. 1680 (?), als Stich veröffentlicht von Juan Bernabé Palomino

Juan Carreño de Miranda (* 25. März 1614 in Avilés, Asturien; † 3. Oktober 1685 in Madrid) war ein spanischer Maler des spanischen Siglo de Oro und des Barock. Er gilt als einer der wichtigsten Kollegen und Nachfolger von Diego Velázquez.

## Biografie
Carreño de Miranda war der Sohn des gleichnamigen Juan Carreño de Miranda und der Catalina Fernández Bermúdez, die aus dem Bezirk von Carreño in Asturien stammten. Laut dem Maler und Kunstschriftsteller Antonio Palomino waren seine Eltern Hidalgos und gehörten zum alten asturischem Adel. Pérez Sánchez jedoch meint, es gebe Indizien, dass die Mutter nicht die Frau von Juan Carreño senior gewesen sei, sondern nur eine Hausangestellte. Der Umstand, nur ein illegitimer Sohn gewesen zu sein, würde eine plausible Erklärung liefern für sein späteres Desinteresse an einer Erhebung in den Adelsstand, die Palomino erwähnt, denn dies hätte gründliche Untersuchungen und Nachforschungen über seine familiären Ursprünge bedeutet.
Um 1625 übersiedelte er mit seiner Familie nach Madrid. Die finanzielle Situation war anfangs anscheinend schwierig: sein Vater sah sich gezwungen, mehrmals König Philipp IV. um Unterstützung zu bitten. Trotz seiner Herkunft als Hidalgo kann eine Tätigkeit des Vaters als Kunsthändler nachgewiesen werden.

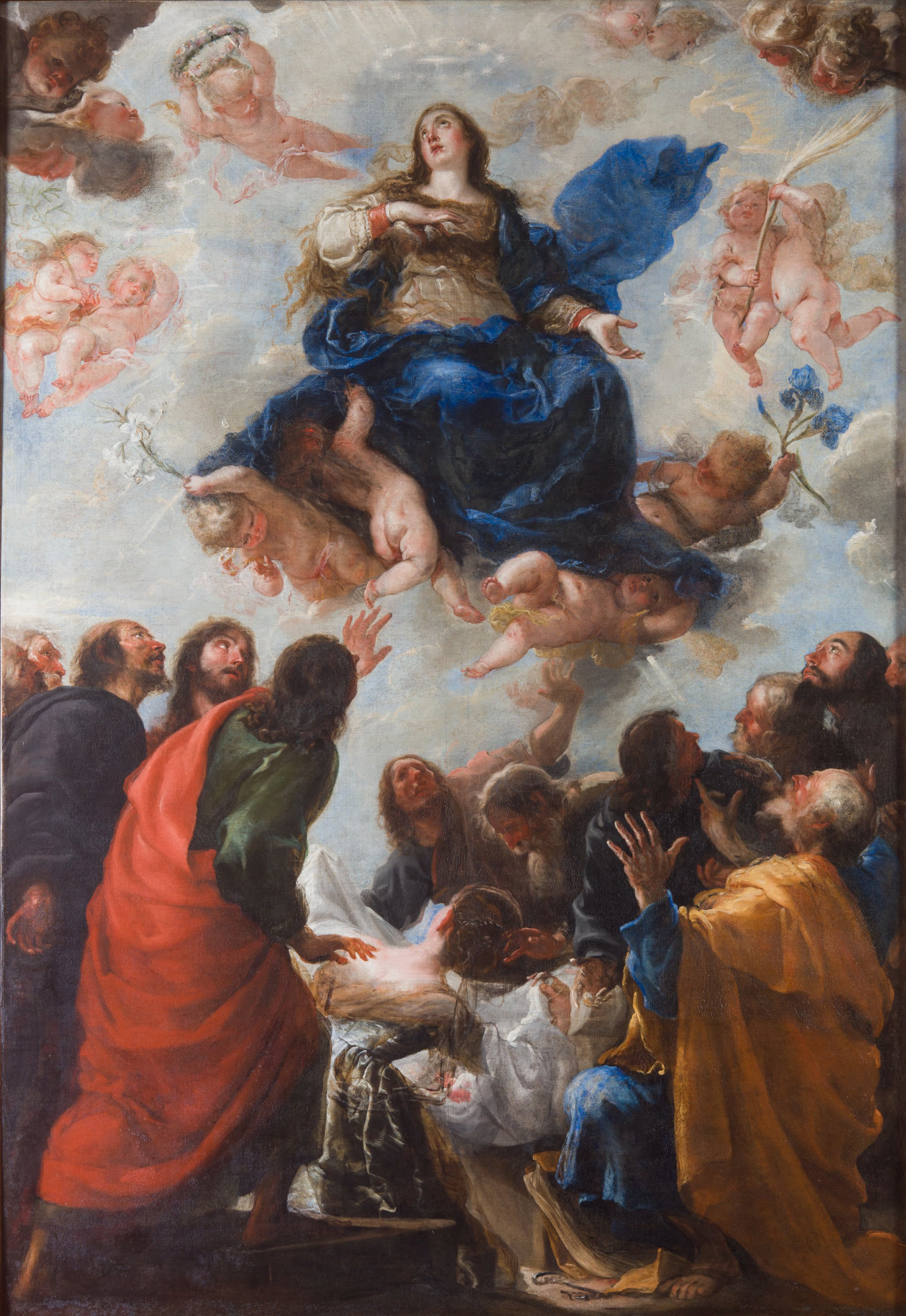
Himmelfahrt Mariens, um 1657. Öl auf Leinwand, 320 × 225 cm, Poznań, Muzeum Narodowe w Poznaniu, urspr. aus der Kirche der Gemeinde von Alcorcón, Madrid.

Seine künstlerische Ausbildung erhielt Carreño de Miranda angeblich „gegen den Willen des Vaters“ zuerst bei Pedro de las Cuevas und später bei Bartolomé Román. Seine Ausbildung bei Román beendete er laut Palomino mit 20 Jahren und gab kurz darauf eine Kostprobe seines Könnens im Colegio de doña María de Aragón. Dieses Werk ist ebenso wie Fresken für das Dominikanerkonvent 'del Rosario' in Madrid verloren.
1639 heiratete er María de Medina, Tochter eines Malers aus Valladolid, der beruflich mit Andrés Carreño, einem Onkel des Malers, verbunden war. 1649 mietete Juan Carreño einige Häuser mit Blick auf den alten Alcázar von Madrid, vor der Kirche San Gil.
Carreño de Miranda zeigt sich in seiner Kunst nicht nur von spanischen Malern wie insbesondere von Velázquez beeinflusst, sondern auch vom Kolorismus bedeutender nichtspanischer Maler, allen voran Tizian, Rubens und Van Dyck. Er malte sowohl Fresken als auch Bilder in Öl auf Leinwand. Sein erstes bekanntes und signiertes Werk ist San Antonio von Padua predigt den Fischen (heute: Prado, ursprünglich: Oratorio del Caballero de Gracia), das mit 1646 datiert ist. Unter den in Madrid und Umgebung tätigen Malern erreichte er eine privilegierte Stellung und erhielt zahlreiche bedeutende Aufträge von verschiedenen religiösen Orden, aus der Aristokratie und z. B. von der Kathedrale von Toledo.
Ende der 1650er Jahre stieg Juan Carreño de Miranda in einige Ehrenämter auf: 1657 wurde er zum Alcalde der Hidalgos von Avilés gewählt, und 1658 zum Getreuen (fiel) der Stadt Madrid für den Adelsstand. Im gleichen Jahr, anlässlich der Erhebung von Diego Velázquez zum Ordensritter von Santiago, gehörte Juan Carreño de Miranda neben Zurbarán, Alonso Cano u. a. zu den Malern, die zuvor eine Zeugenaussage zu seinen Gunsten machten. Kurz darauf 1659 wurde Carreño zusammen mit Francisco Rizi de Guevara berufen, um an den Deckenfresken des Spiegelsaals im Alcázar zu Madrid mitzuwirken, unter den Italienern Agostino Mitelli und Angelo Michele Colonna. Die Oberleitung über die gesamte Dekoration hatte Velázquez. Es handelte sich um Szenen aus der Sage der Pandora, die wie viele andere Kunstwerke beim Brand des Alcázar von 1734 unwiederbringlich verloren gingen.

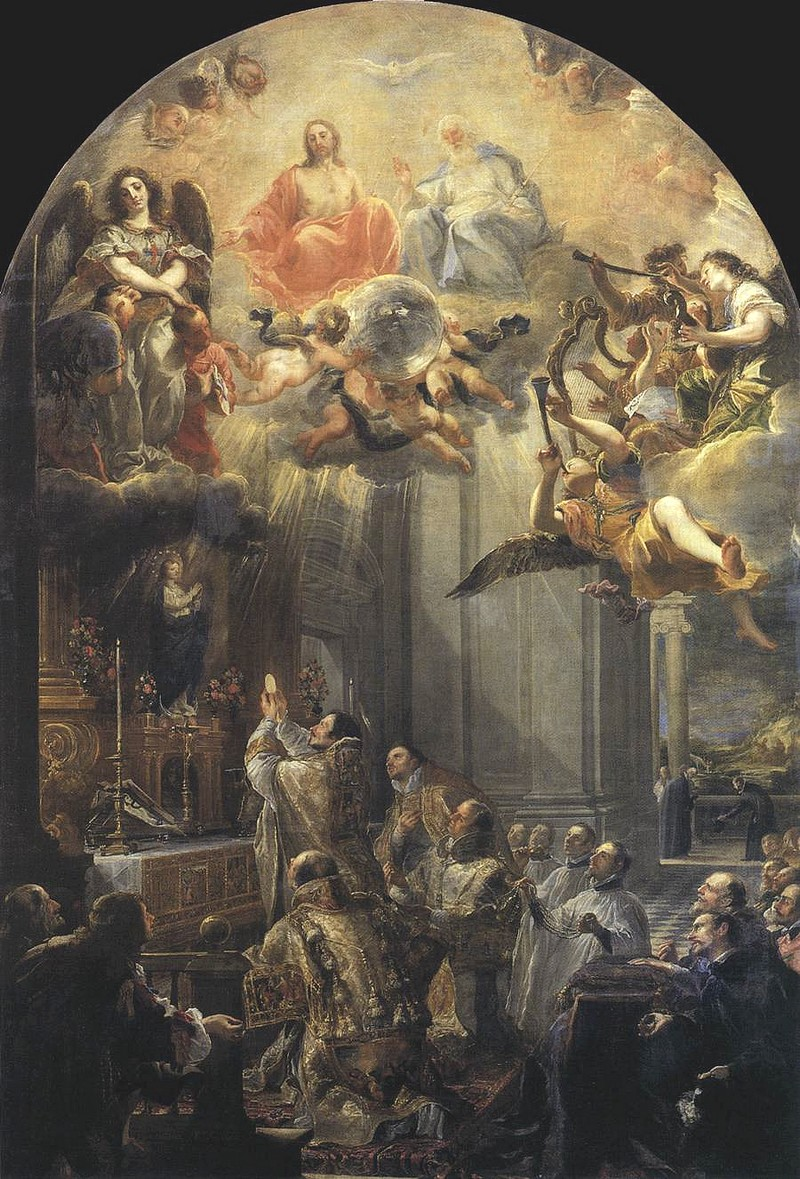
Die Gründung des Ordens der Trinitarier, 1666, Öl auf Leinwand, 500 × 315 cm, Louvre, Paris, urspr. aus dem Konvent der unbeschuhten Trinitarier von Pamplona.

Mit der Dekoration im Spiegelsaal begann eine Phase der fruchtbaren Zusammenarbeit mit Francisco Rizi, mit dem zusammen er auch an der ovalen Kuppel der Kirche von San Antonio de los Portugueses (1662–1666) arbeitete. Die Fresken wurden später von Luca Giordano überarbeitet, sind jedoch die einzige erhaltene Frucht der Zusammenarbeit mit Rizi, zusammen mit einigen Fresken im Camarín der Virgen del Sagrario in der Kathedrale von Toledo (1667). Alle anderen Werke der beiden Künstler wurden später zerstört: die Fresken des Spiegelsaals und der Galería de las Damas im alten Alcázar, im Camarín der Virgen in der verschwundenen Kirche Nuestra Señora von Atocha (nach 1664) und die Kuppelfresken des Oktogons der Kathedrale von Toledo (1665–1671), die aufgrund ihres schlechten Erhaltungszustandes 1778 durch neue Fresken von Mariano Salvador Maella ersetzt wurden. Carreño und Rizi arbeiteten außerdem zusammen in der Kapuzinerkirche von Segovia und in der Kapelle von San Isidro in der Kirche San Andrés in Madrid (1663–1668). Die letzteren wurden 1936 im spanischen Bürgerkrieg zerstört, als die Kirche abbrannte.
Auch Carreño de Mirandas Meisterwerk Die Gründung des Trinitarierordens von 1666 (Louvre, Paris) – eine fünf Meter hohe Altartafel, die durch „Meisterschaft der Ausführung, subtiles Spiel von Licht und Schatten, und einfallsreiche Szenerie“ besticht -, ist laut Forschungen von Pérez Sanchez u. a. eigentlich eine Frucht der Kollaboration mit Rizi.

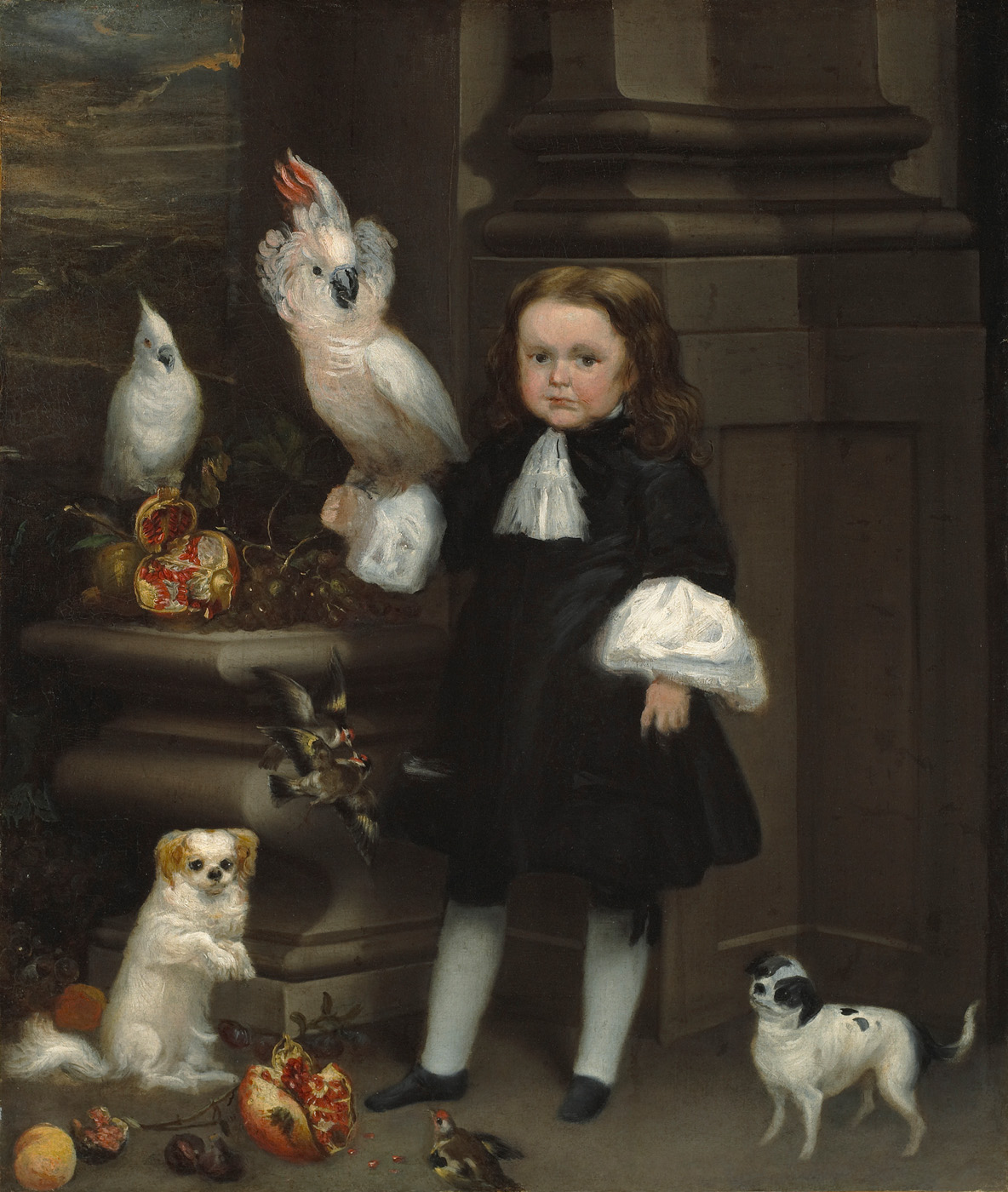
Juan Carreño de Miranda: Der Zwerg Michol mit Vögeln und Hunden, um 1680, Meadows Museum, Dallas

Unter Karl II. von Spanien wurde Juan Carreño de Miranda 1669 offiziell zum Maler des Königs ernannt und 1671 zum Hofmaler. Von diesem Zeitpunkt bis zu seinem Tod widmete er sich vor allem der Malerei von Porträts der königlichen Familie und von Mitgliedern des Hofadels. Besonders bekannt sind mehrere Porträts von Karl II. und seiner Mutter, der Königinwitwe und Regentin Maria Anna. Sehr bekannt sind auch seine Porträts des russischen Botschafters Pjotr Iwanowisch Potemkin und der Eugenia Martínez Vallejo, eines ungewöhnlich fettleibigen Mädchens, das als „Monster“ und „Wunder“ galt, und das er sowohl bekleidet und nackt malte. Carreños Bildnis des Duque de Pastrana (1679, Prado, Madrid) gilt als „eines der bedeutendsten Porträts im Spanien seiner Zeit“. Zu seinen Aufgaben gehörte auch die Dekoration und Umgestaltung einiger Säle des Klosterpalastes von El Escorial – wo er Arbeiten beendete, die von Velázquez begonnen worden waren –, außerdem die Restaurierung und Kopie einiger Gemälde des Palastes.

Als man ihn wie zuvor Velázquez zum Ritter des Ordens von Santiago erheben wollte, lehnte er ab mit den Worten: "Malerei braucht keine Ehren, sie kann sie der ganzen Welt geben".
Carreño de Miranda hatte zahlreiche Schüler, darunter Mateo Cerezo – der laut Palomino seinem Stil am nächsten kam –, Juan Martín Cabezalero, Francisco Ignacio Ruiz de la Iglesia und Pedro Ruiz González. Die letzten drei, die 1682 unter seiner Anleitung arbeiteten, waren Juan Serrano, Jerónimo Ezquerra und Diego López el Mudo; sie werden im Testament der María de Medina, Witwe von Carreño, erwähnt.

## Werk
Carreños Malerei ist geprägt von "Bewegung, Farbenreichtum und einer losen Pinselführung", wie man sie auch bei einigen anderen spanischen Malern seiner Zeit findet, insbesondere bei Francisco de Herrera d. J. oder seinem Kollegen und Mitarbeiter Francisco Rizi. Santiago Alcolea Blanch attestiert ihm ein "blendendes Farbgespür".
Zu seinem künstlerischen Nachlass gehören mehrere Darstellungen der Büßenden Magdalena in der Wüste (im Museo de Bellas Artes de Asturias (1647) und in der Real Academia de Bellas Artes de San Fernando), die von Palomino als «obras maravillosas» (Wunderwerke) bezeichnet wurden, außerdem mehrere Versionen der in Spanien so beliebten Unbefleckten Empfängnis (Immaculada Concepción) und der Himmelfahrt Mariens, darunter eine besonders ausgearbeitete Version von ca. 1657, die sich heute im Nationalmuseum von Poznań befindet; dazu ein San Sebastián im Prado, Madrid, und verschiedene Porträts anderer Heiliger. Besonders bekannt sind heutzutage die bereits genannten späten Porträts vom Hofe Karls II. Den größten Bestand an Gemälden von Carreño de Miranda besitzt der Prado mit über 30 Bildern.

Sakrale Kunst (Auswahl)
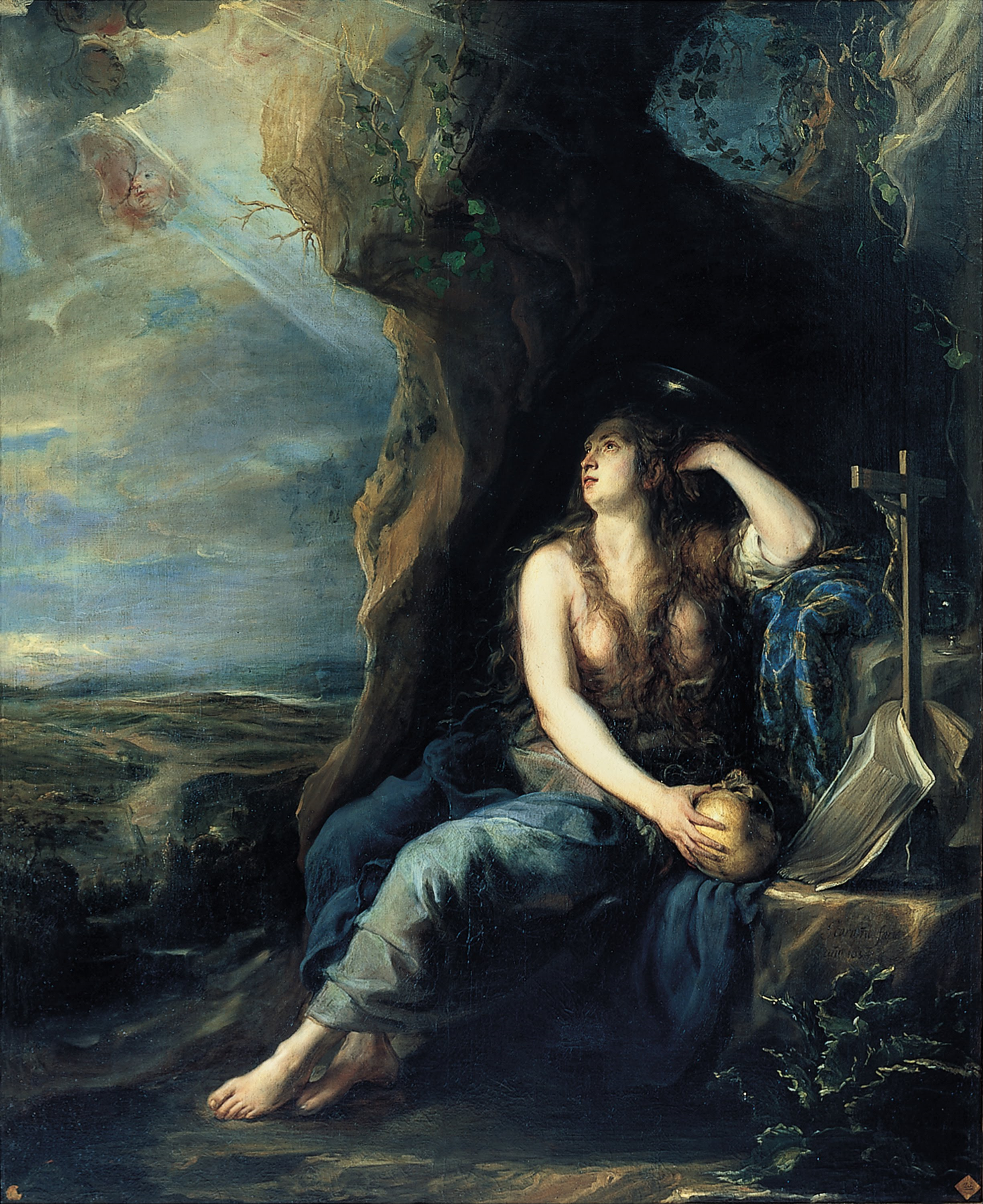
Magdalena penitente (1654), Real Academia de Bellas Artes de San Fernando, Madrid
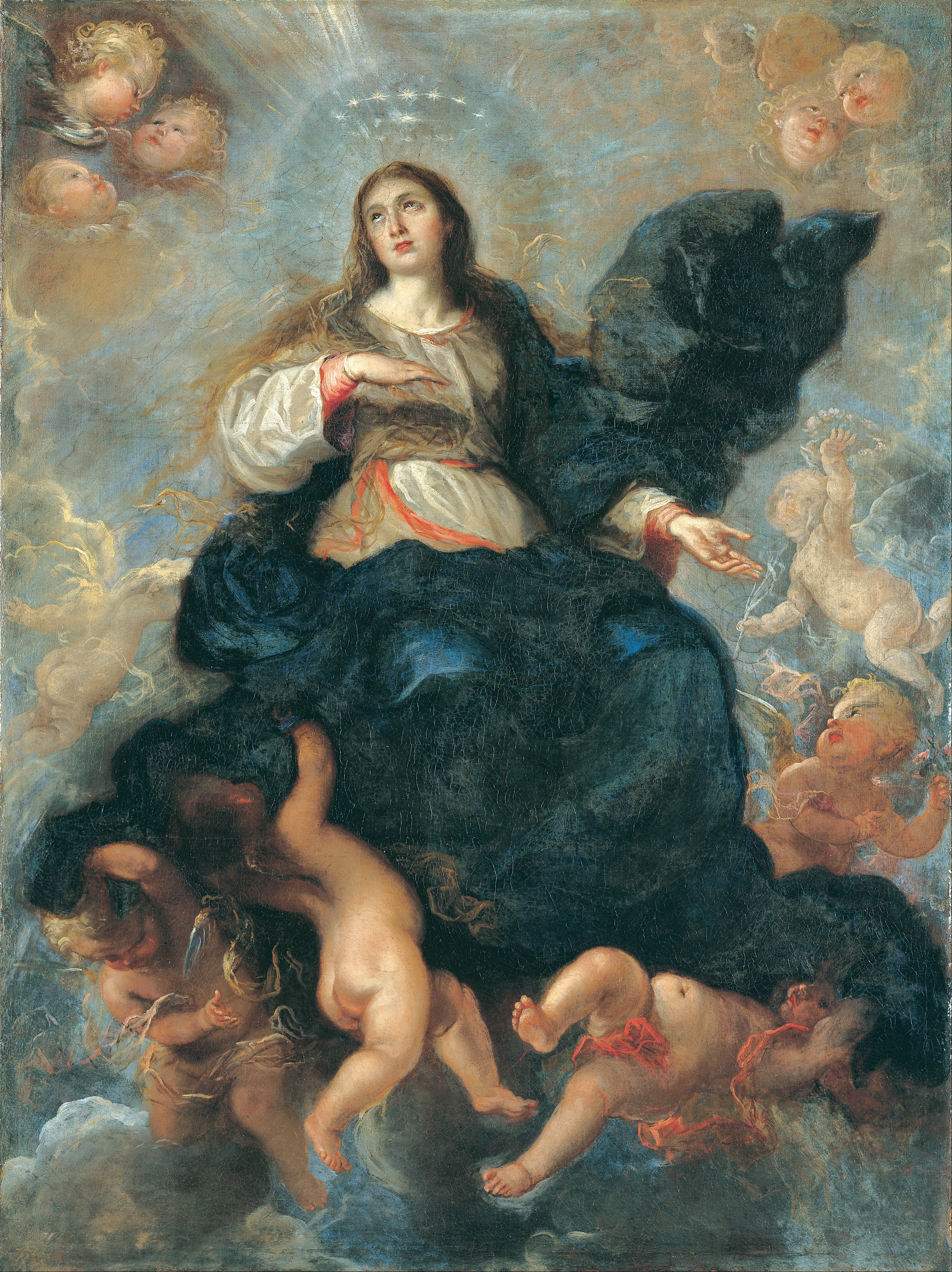
Himmelfahrt Mariens (1654), Museo de Bellas Artes de Bilbao
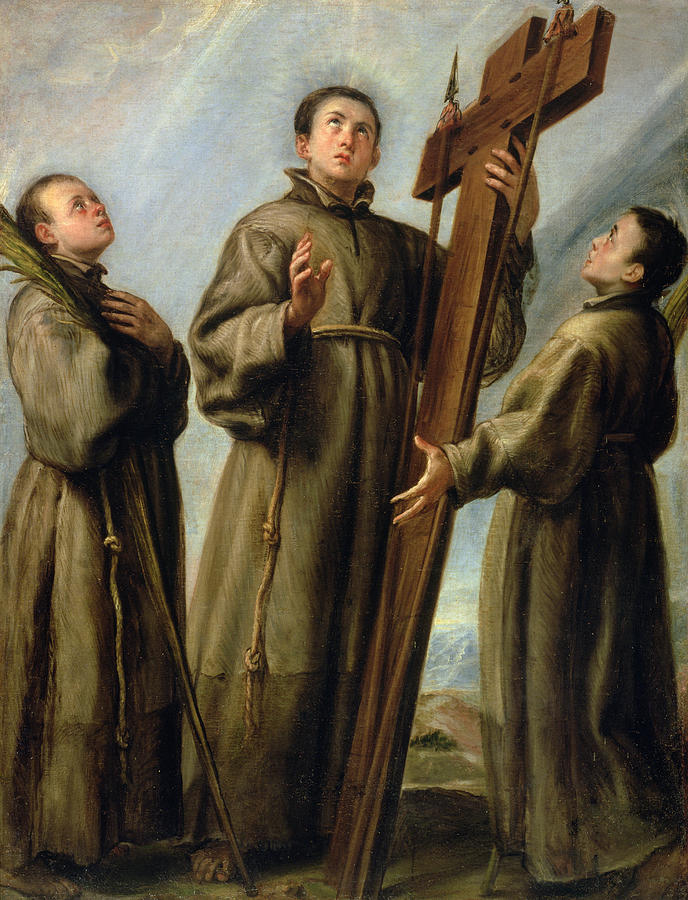
Märtyrer des Franziskanerordens in Japan, Museo de Santa Cruz, Toledo
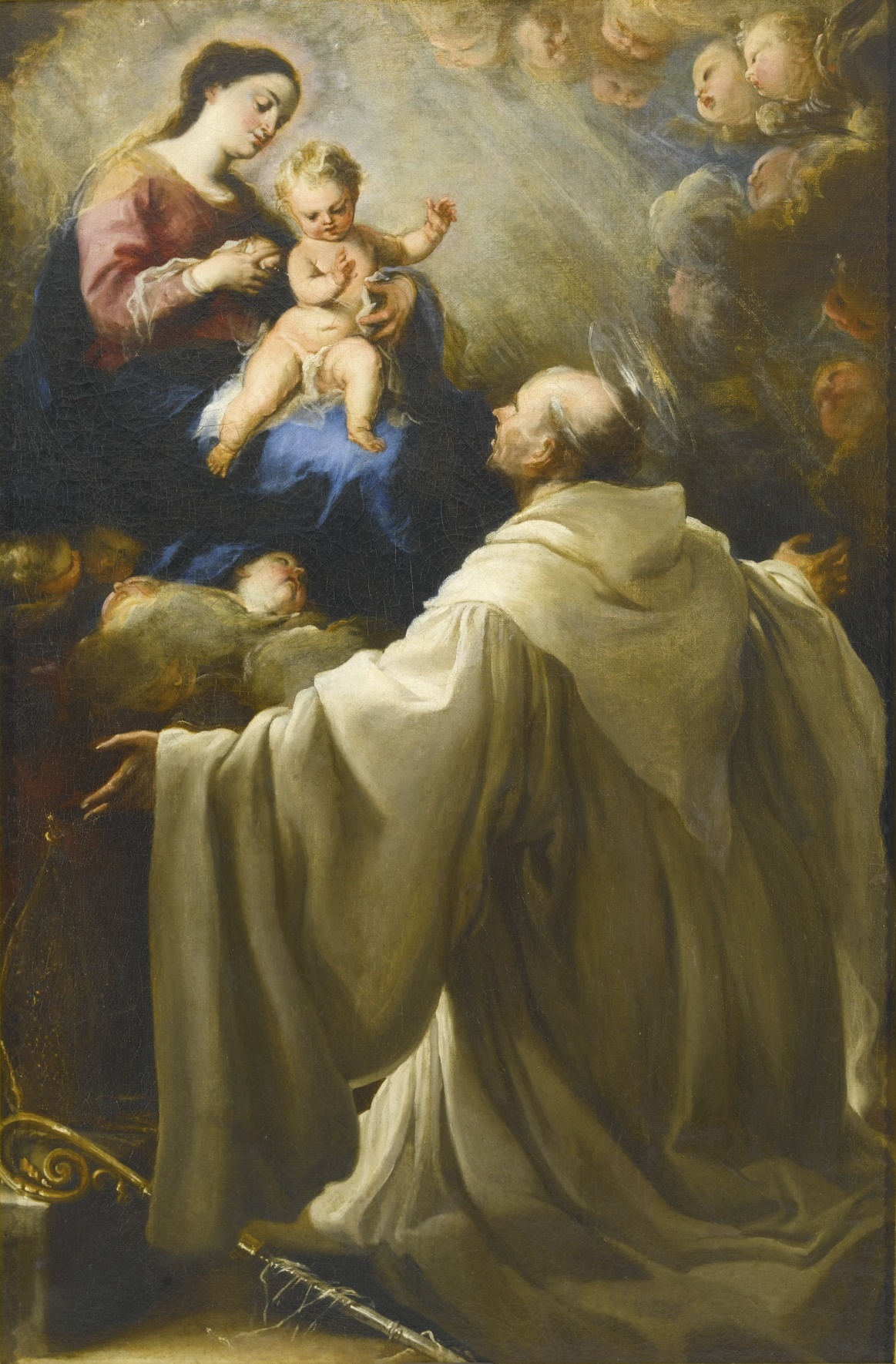
Maria lactans mit San Bernardo, 1667 (Privatsammlung)
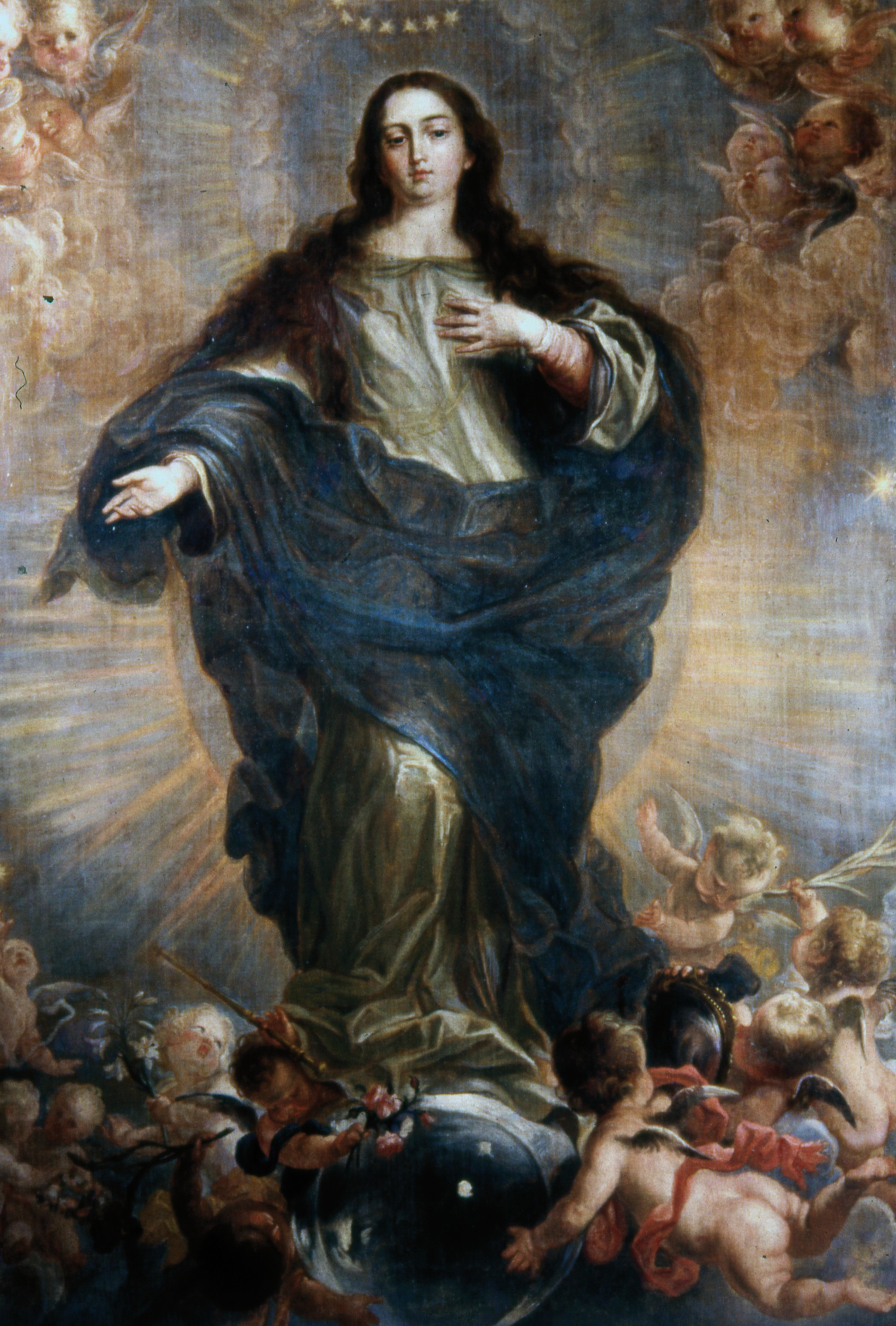
María Inmaculada (Unbefleckte Empfängnis, Detail), um 1680, Iglesia parroquial de Nuestra Señora del Carmen, Marlofa (La Joyosa, Saragossa)

Porträts (Auswahl)
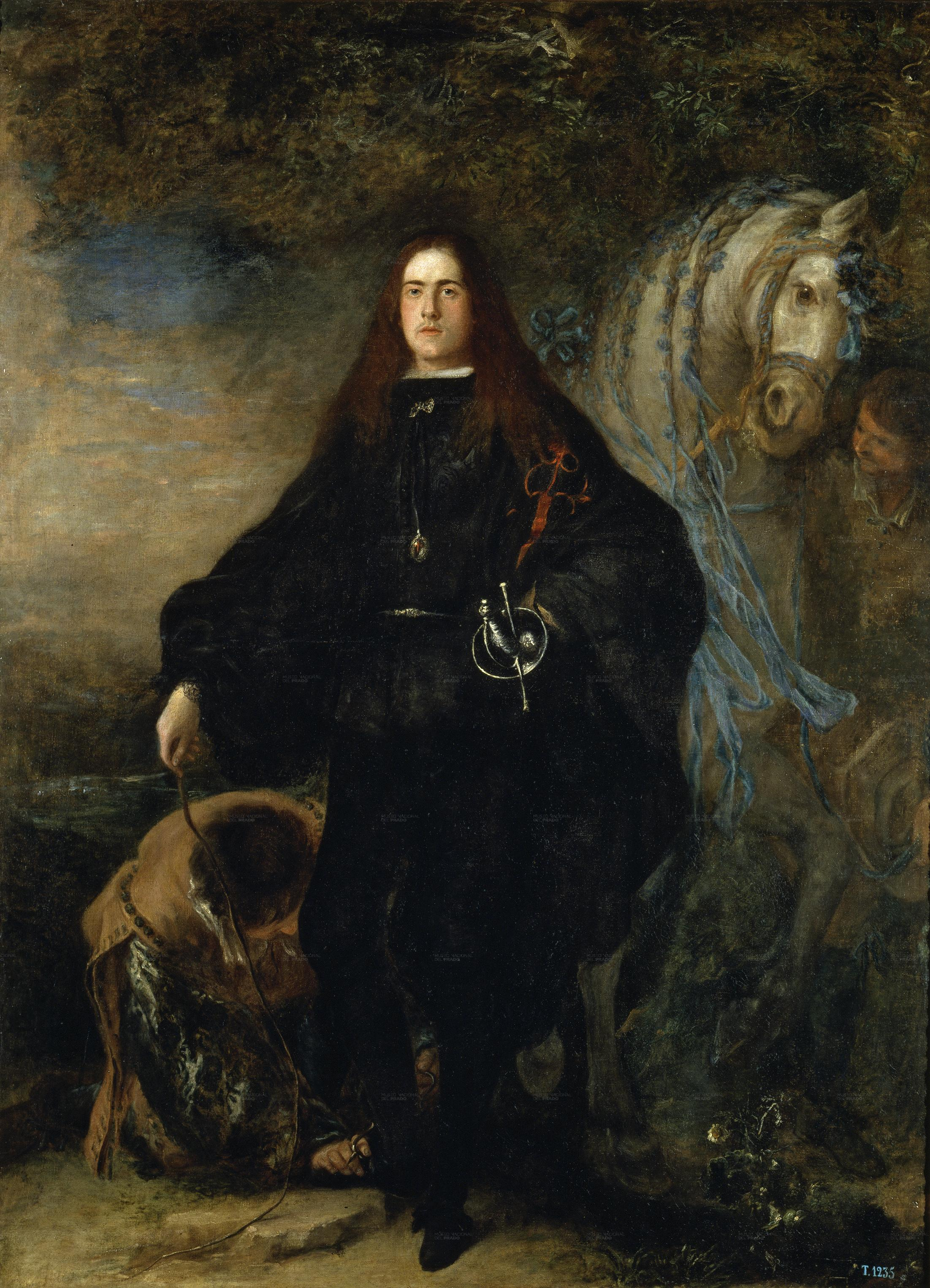
Der Herzog von Pastrana (1649–1693), ca. 1679, Prado, Madrid
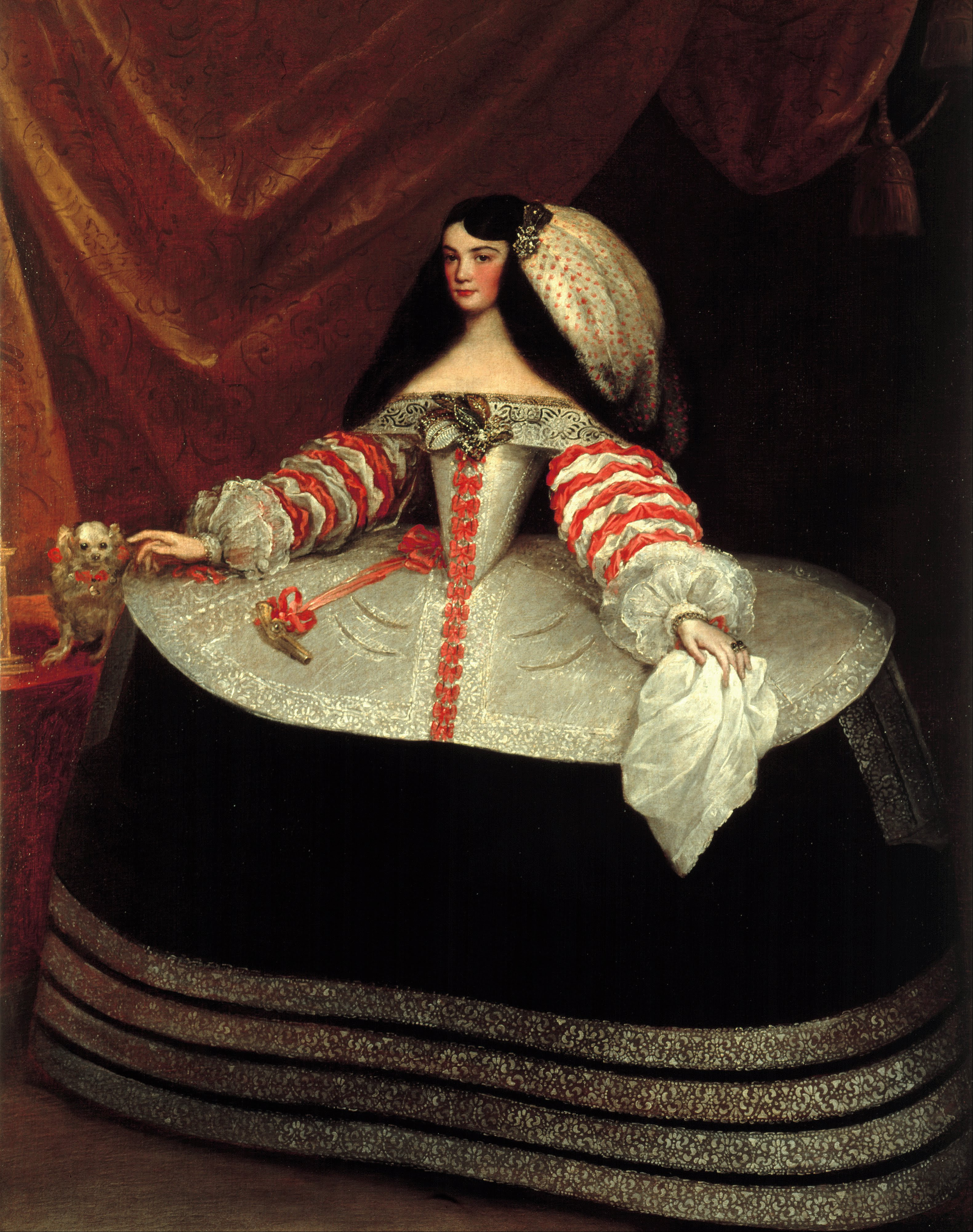
Inés de Zúñiga, condesa de Monterrey (1660–1670), Museo Lázaro Galdiano, Madrid
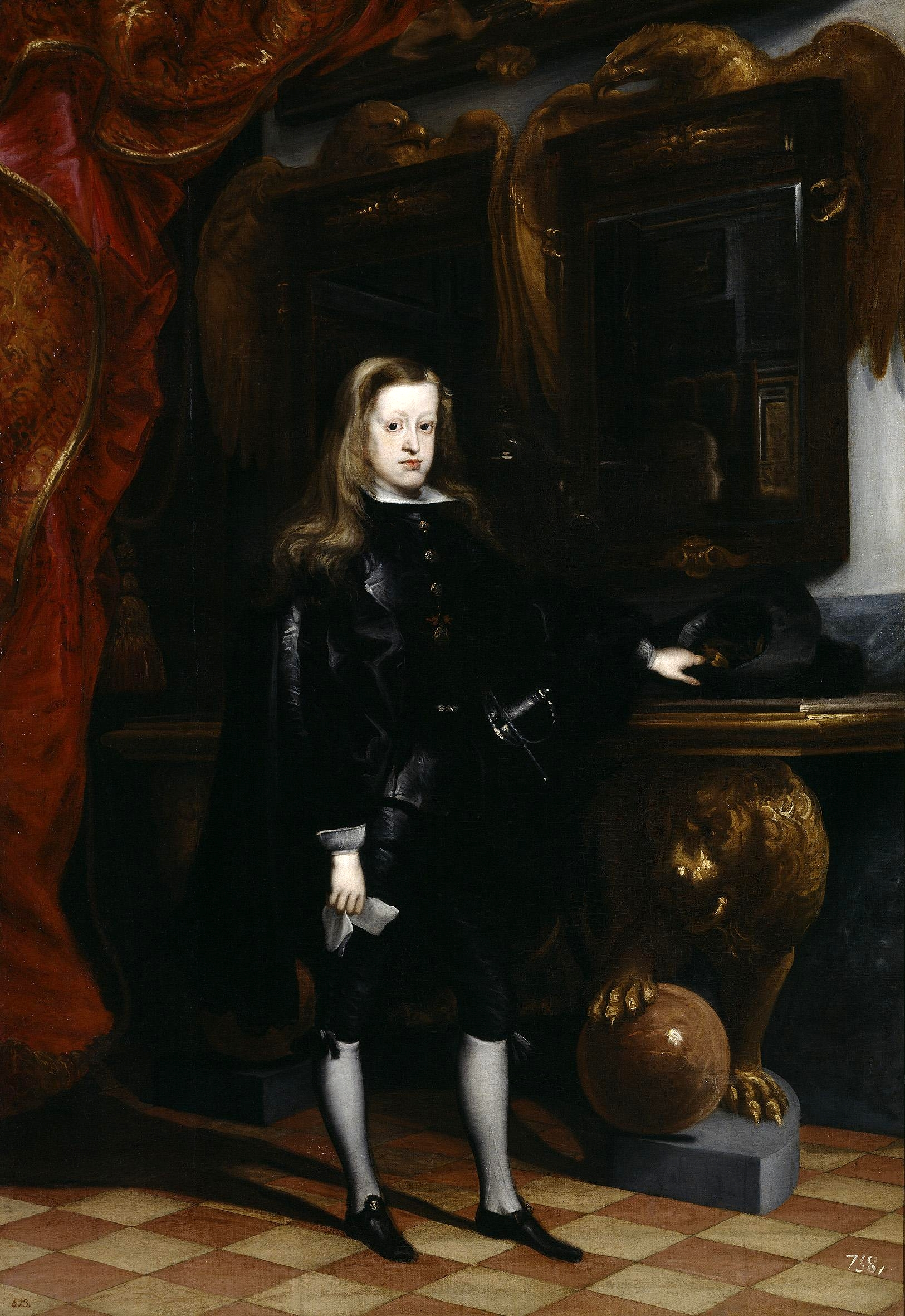
Karl II. (ca. 1673–1675), Prado, Madrid
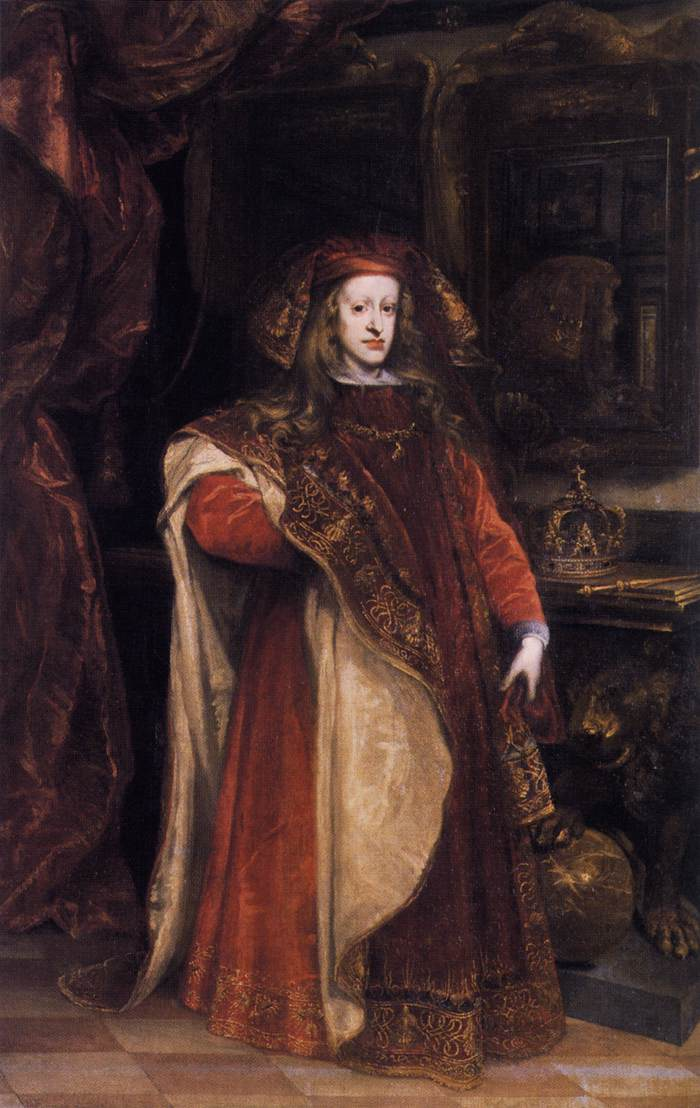
Karl II. als Großmeister vom goldenen Vlies (um 1677), Schloss Rohrau
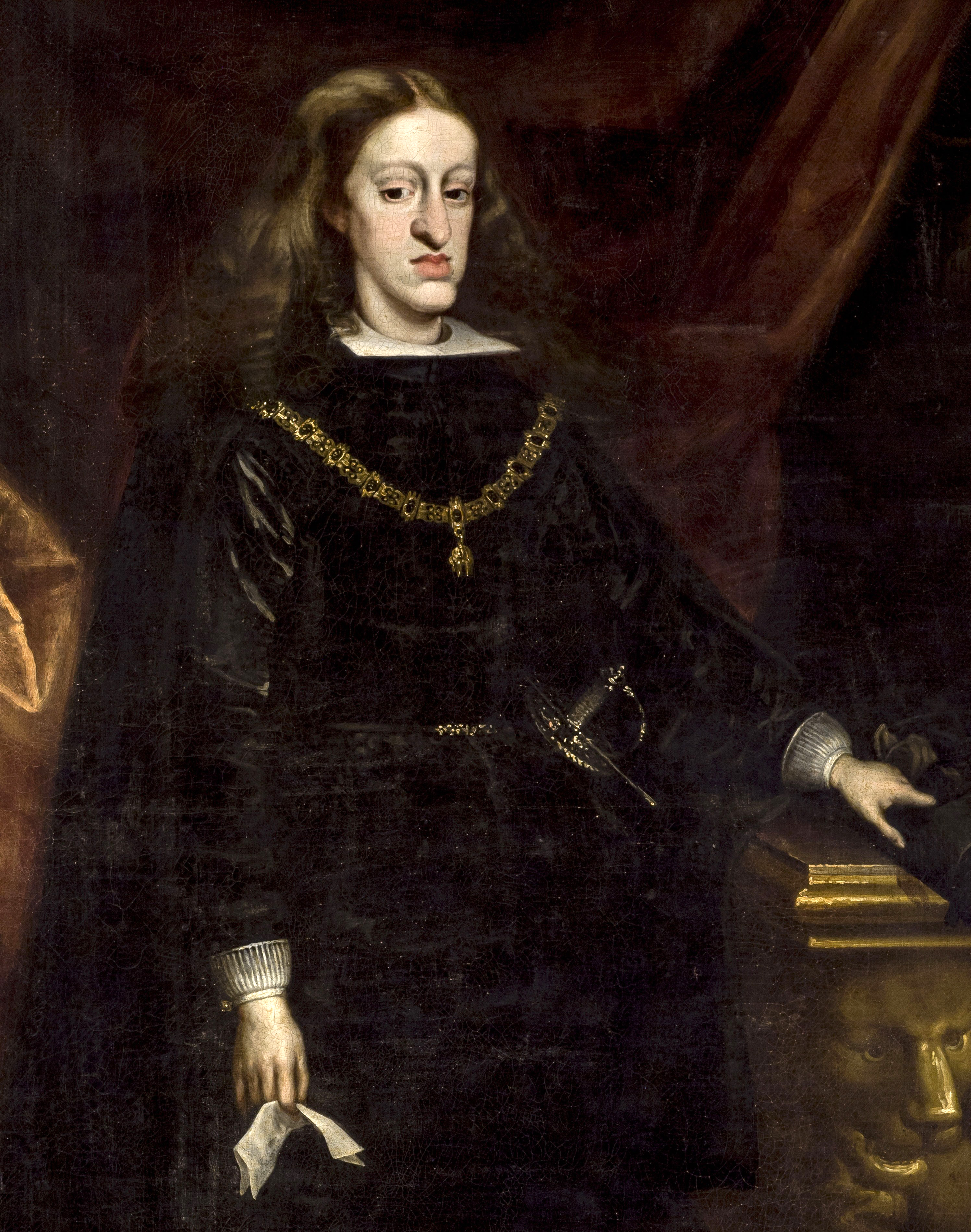
Karl II. ca. 1685, KHM, Wien
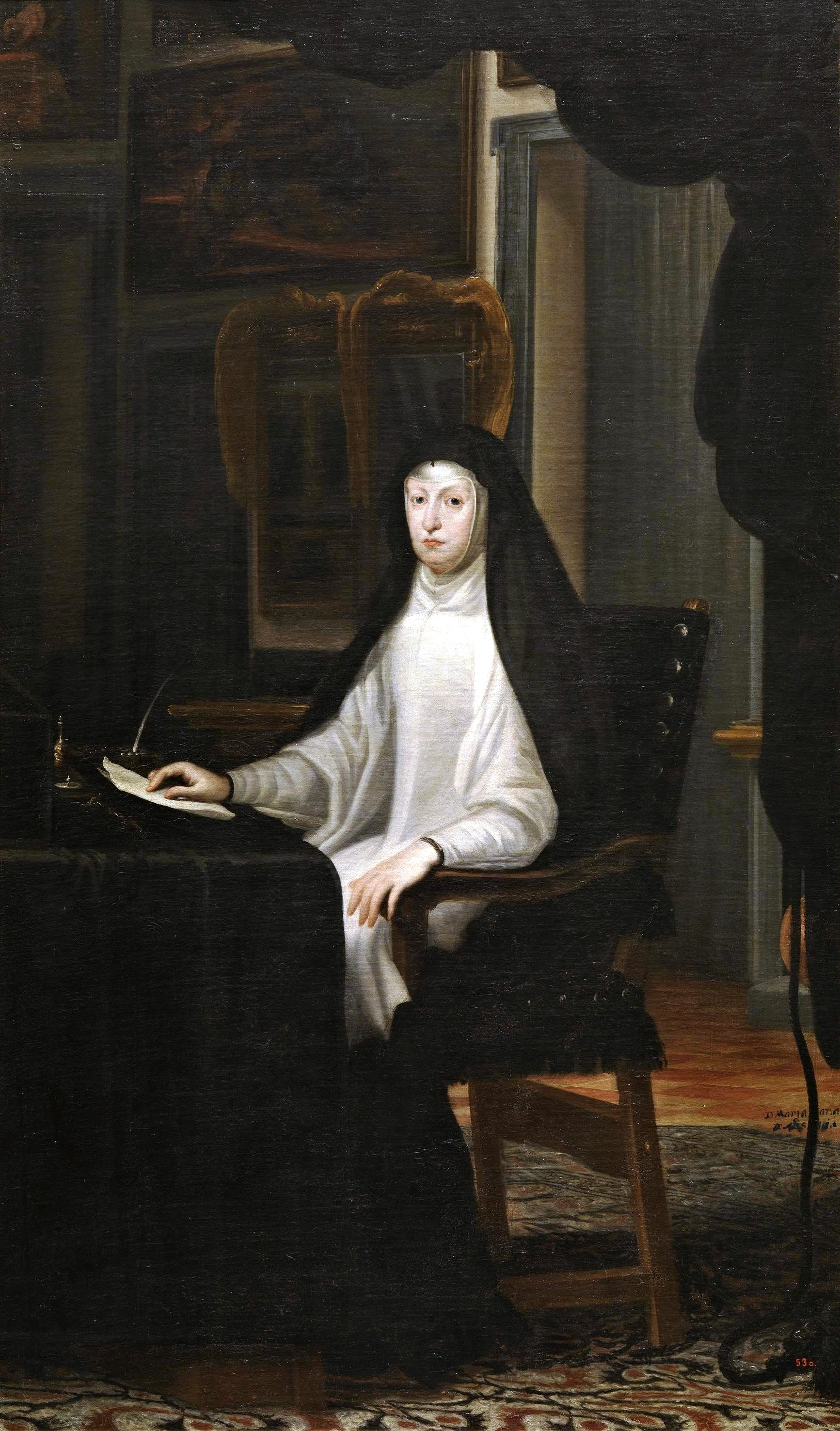
Maria Anna von Österreich (um 1670), Prado, Madrid
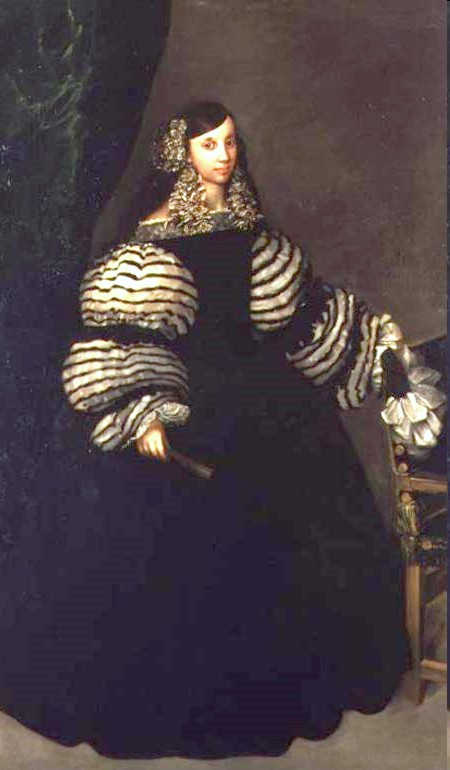
Dame aus dem Hause Medinaceli (?), ca. 1683, Museo Fundación Lerma, Toledo
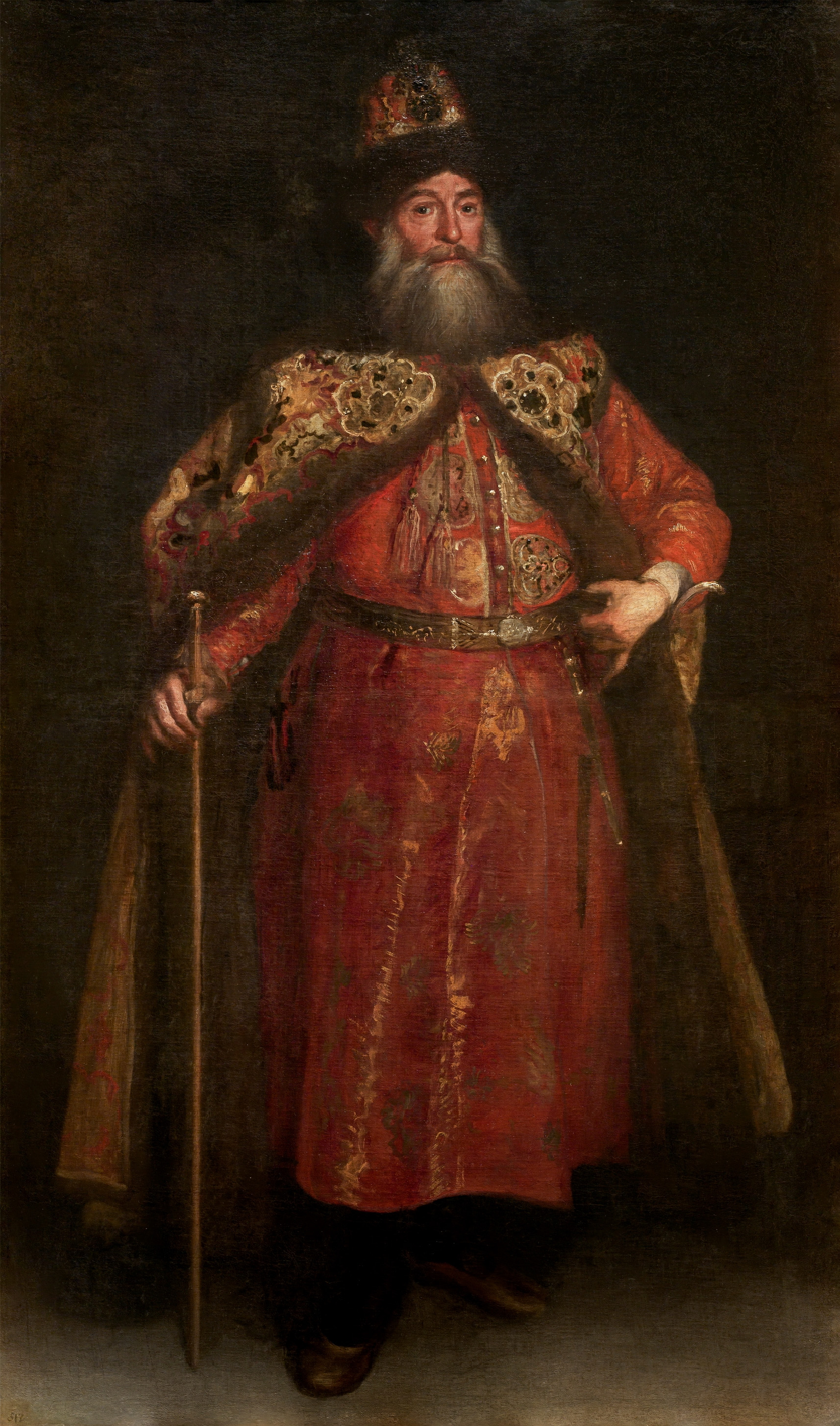
Der russische Botschafter Pjotr Iwanowitsch Potemkin (1681–1682), Prado, Madrid
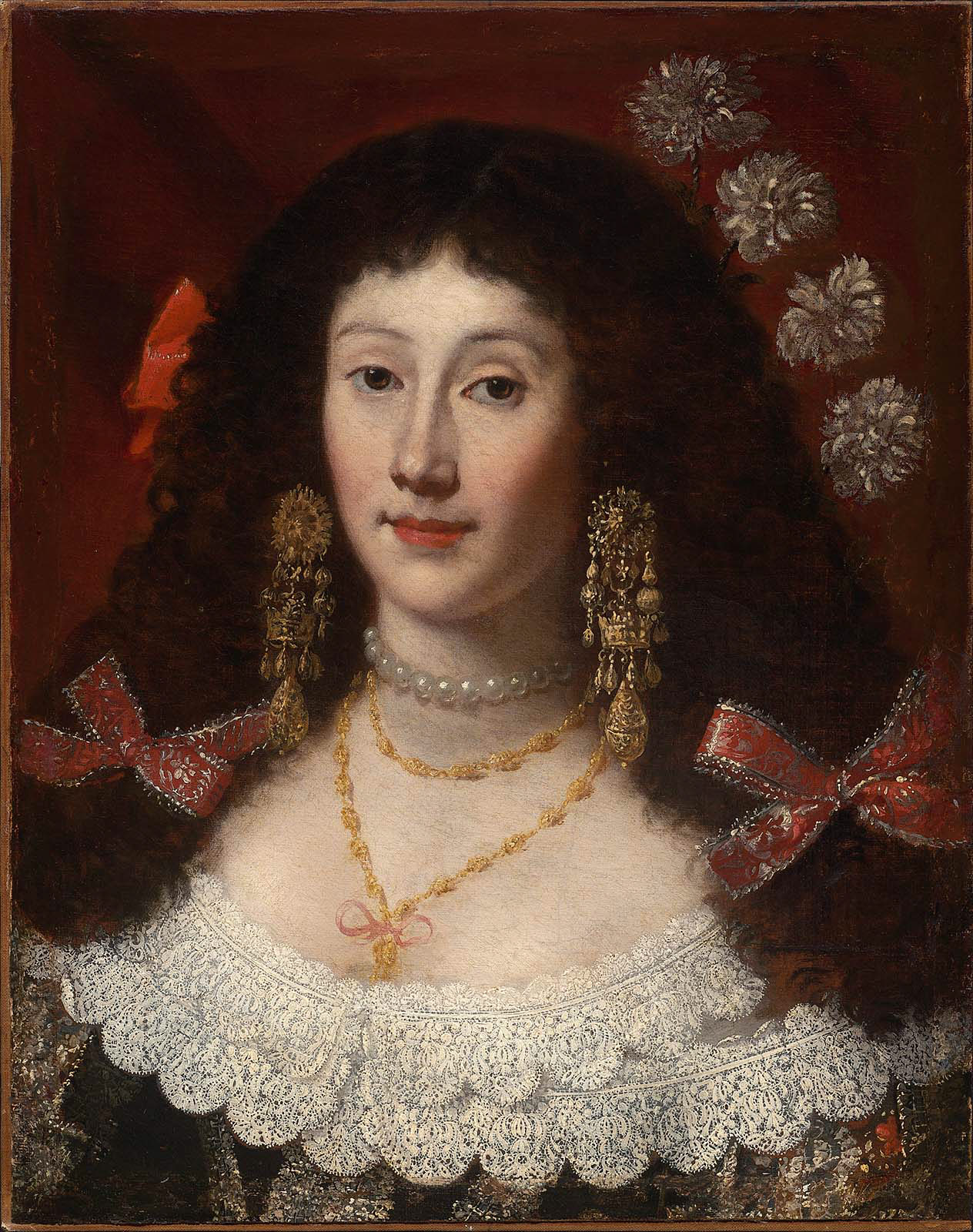
Porträt einer Dame (1660–1680), Museum of Fine Arts, Boston